# Rakouské vévodství
Rakouské vévodství (latinsky Austriae Ducatus, středohornoněmecky Herzogtum Österreich) byl historický státní útvar, který se rozkládal na území dnešních Dolních a Horních Rakous. Vznikl v roce 1156 povýšením dřívějšího markrabství na vévodství.

## Rakouské vévodství
V roce 1156 listinou Privilegium minus povýšil císař Fridrich I. Barbarossa Rakouské markrabství na vévodství. 
Poté, co vymřel po meči rod Babenberků, si český král Přemysl Otakar II. vzal Markétu Babenberskou a stal se roku 1251 rakouským vévodou. Již v roce 1278 však v rámci bojů o babenberské dědictví porazil Rudolf I. Habsburský českého krále v bitvě na Moravském poli a zajistil si Rakouské vévodství pro svůj Habsburský dům.
V roce 1359 bylo Rakouské vévodství povýšeno na arcivévodství, oficiálně uznané římským císařem až roku 1453. 